# Villa Fedora
Villa Fedora è una villa situata nel parco comunale di Baveno in Provincia del Verbano-Cusio-Ossola.

## Struttura
Uno dei primi documenti in cui si parla di questa residenza è il Catasto Rabbini (1859-60) che la presenta composta da tre strutture: un villino quadrangolare, una ghiacciaia circolare a nord, una serra rettangolare a est. L'area del parco compare divisa in due zone definite "campo stabile" e "bosco d'alto fusto".
Si fece strada in Giacinto Mannati l'idea di far costruire una villa a Baveno, una cittadina che attraeva molti visitatori e nuovi possidenti per la posizione amena sulle sponde del lago e anche perché posta sulla via del Sempione in collegamento con la Francia e la Svizzera, di comoda e strategica collocazione per gli affari del signor Mannati.
La villa venne costruita dall'architetto Alberto Tappi (1812-1887), la licenza di costruzione venne rilasciata nel 1859 e fu preceduta, due anni avanti, dall'autorizzazione alla costruzione del muro di cinta che separava la proprietà dal Sempione.
Il musicista Umberto Giordano, compositore di famose opere, sposò Olga, figlia di Giuseppe Spatz. Egli aveva soggiornato dal 1897 al 1903 a Pallanza in villa Montebello dove compose “Siberia” e "Fedora", la sua opera preferita che avrebbe dato il nome anche alla villa bavenese in cui risiedette dal 1904 al 1924.
In un capanno che si era fatto appositamente costruire nel parco compose le sue ultime opere. 
È proprio in questo ventennio di utilizzo che vennero aggiunti il terrazzo belvedere, sul confine nord, e tutte le altre opere di rinforzo sulla sponda.
Agli inizi del XX secolo la Villa Fedora descritta da Luigi Boniforti come un edificio di "semplice di modesta architettura, piacevole per l'eleganza di stile e bella armonia, rallegrata da un bellissimo e vasto giardino". La villa è provvista di sale da pranzo, salotti di ricevimento, con annesse scuderie. Il giardino già ben strutturato ha varietà botaniche e un bosco con alberi d'alto fusto.

## Storia
Villa Fedora fu proprietà di Giacinto Mannati, che era un imprenditore torinese sempre in viaggio per esigenze lavorative, per le quali intratteneva molti contatti con clienti dall’estero.
Aveva fatto costruire la villa nel 1857. Alla sua morte, nel 1879, la proprietà passò ai figli Filippo e Fabio che la abitarono fino al 1896, anno in cui la vendettero a Giuseppe Ceretti, Imprenditore milanese. Egli intese valorizzare ulteriormente il parco sotto la cura di due giardinieri. Alla sua morte, nel 1901, la proprietà  passò ai figli Dino e Alfredo che la tennero per un paio d'anni, vendendola poi al commendatore Giuseppe Spatz, albergatore milanese, proprietario del Grand Hotel et de Milan.
Villa Fedora fu edificata nella prima metà del XIX secolo in forme modeste, nel 1896 venne acquistata dalla famiglia Ceretti.
Questa successione di proprietà produsse altri riadattamenti che non seguirono un progetto omogeneo e quando la Camera di Commercio di Novara, ne entrò in possesso la costruzione fu oggetto di completa ristrutturazione.
Tra il 1923 e il 1924 Giordano insieme alla sua famiglia volevano trasferirsi definitivamente a Milano, mentre Sir Edmund Gabriel Davis, imprenditore inglese ma di origine ebraica, comincia a interessarsi alla villa.
Può darsi che Davis intendesse comprare la villa soltanto per affittarla alle famiglie alto-borghesi che, al tempo, soggiornavano sul Lago Maggiore.
Verso la fine della seconda guerra mondiale la villa viene abitata dalla famiglia di Emil Sermann, un editore ebreo austriaco, in rapporti d'affari con Davis.
A Villa Fedora si rifugiarono i Sermann durante le persecuzioni antiebraiche di Milano, nel 1944. Proprio da questa dimora vennero prelevati per essere uccisi nel settembre di quello stesso anno.
Davis morì senza eredi nel 1939, la villa rimase abbandonata anche a causa della guerra,  fino al 1951, anno in cui venne acquisita dall'opera nazionale maternità e infanzia e per circa un trentennio divenne la casa di molti bambini orfani o bisognosi.
Nel 1980 la Provincia di Novara acquisì lo stabile, poi passò alla Camera di Commercio, e oggi appartiene alla Provincia del Verbano-Cusio-Ossola. Dal 1982, il parco è destinato a fruizione pubblica. 
Esso si presenta armonioso nelle proporzioni, ricco di scorci panoramici e molto frequentato nella bella stagione, L'intervento di ristrutturazione più radicale  è stato il collegamento dell'edificio principale con quello dell'ex-casa del giardiniere -progettata dagli architetti Pugnetti e Zuppi- destinata ad essere un auditorium e finalizzato ad aumentare la fruibilità collettiva di questo edificio pieno di storia.